# Creepshow 2 – Opowieści z dreszczykiem
Creepshow 2 − Opowieści z dreszczykiem (ang. Creepshow 2) − amerykański film fabularny z 1987 roku, napisany przez George’a A. Romero oraz wyreżyserowany przez Michaela Gornicka. Jest to sequel filmu Koszmarne opowieści, antologia horrorów oparta na nowelach autorstwa Stephena Kinga.

## Obsada
- Daniel Beer − Randy
- Lois Chiles − Annie Lansing
- Jeremy Green − Laverne
- Page Hannah − Rachel
- Domenick John − Billy
- George Kennedy − Ray Spruce
- Dorothy Lamour − Martha Spruce
- Holt McCallany − Sam Whitemoon
- Paul Satterfield − Deke
- Tom Savini − The Creep
- Tom Wright − autostopowicz

## Nagrody i wyróżnienia
- 1988, Academy of Science Fiction, Fantasy & Horror Films:
  - nominacja do nagrody Saturna w kategorii najlepsza aktorka drugoplanowa (wyróżniona: Dorothy Lamour)[1]